# Stefanie da Eira
Stefanie de Além da Eira (geboren am 25. September 1992 in Thun) ist eine portugiesisch-schweizerische Fussballspielerin. Sie spielt für Club YLA in der ersten belgischen Liga.

## Werdegang

### Kindheit und Jugend
Stefanie da Eira begann im Alter von 13 Jahren beim FC Thun Fussball zu spielen, nachdem sie von einer Freundin dazu überredet worden war. Später wechselte sie zum FC Rot-Schwarz Thun.

### Vereine
2009 wurde da Eira mit dem FC Rot-Schwarz Thun Cupsiegerin. Danach wechselte sie im Alter von 18 Jahren zum FC Basel, mit dem sie 2014 erneut den Cup gewann. Nach fünf Jahren erfolgte der Wechsel zum FC Zürich Frauen. Mit Zürich gewann sie das Double, spielte aber nur wenig. Nach einer Saison kehrte sie nach Basel zurück. In der Saison 2017/18 nahm sie sich eine Auszeit, entschloss sich aber dazu, in den Spitzensport zurückzukehren. Auf die Saison 2018/19 hin wechselte sie zum Grasshoppers Club Zürich.  2020 erfolgte der Wechsel zum BSC Young Boys. Neben dem Fussball arbeitete sie zu dieser Zeit Vollzeit als Immobilienverwalterin. In dieser Saison war da Eira mit 23 Treffern Torschützenkönigin. Sie wurde im Anschluss an die Saison zudem zur besten Spielerin und ins Team der Saison gewählt. 2021 wechselte sie nach Sevilla zu Real Betis. Da sie sich bei Real Betis keinen Stammplatz erkämpfen konnte, wechselte sie nach einem Jahr innerhalb Spaniens zu Sporting Huelva. Sie kam in der Saison 2022/23 sechsmal zum Einsatz und schoss zwei Tore. Auf die Saison 2023/24 hin wechselte sie zu Deportivo Alavés.

### Nationalmannschaften
Nachdem sie für die Schweizer U-17- und U-19-Nationalmannschaft eingesetzt worden war, entschied sie sich später für die portugiesische Fussballnationalmannschaft. Sie selbst sprach im Nachhinein von einer «Kurzschlussentscheidung». Aufgrund vieler Verletzungen und der raschen Entwicklung des portugiesischen Frauenfussballs kam sie jedoch nur zu wenig Einsätzen. Nach Aufweichung der FIFA-Regeln für einen Nationenwechsel wurde da Eira im September 2021 erstmals für die Schweizer Nationalmannschaft aufgeboten. Sie gab ihren Einstand im WM-Qualifikationsspiel gegen Litauen am 17. September 2021, als sie in der zweiten Halbzeit eingewechselt wurde.

## Erfolge
- 2009 – Schweizer-Cup-Sieg, FC Rot-Schwarz Thun
- 2014 – Schweizer-Cup-Sieg, FC Basel
- 2016 – Schweizer Meisterschaft und Cup-Sieg, FC Zürich Frauen